# Shikoku (film)
Shikoku is een Japanse film uit 1999 onder regie van Shunichi Nagasaki.

## Verhaal
Een moeder gebruikt een Japanse legende om haar dochter terug uit de dood te wekken op het eilandje Shikoku. Ze komt echter met meerderen terug.

## Rolverdeling
| Acteur            | Personage      |
| ----------------- | -------------- |
| Yui Natsukawa     | Hinako Myoujin |
| Michitaka Tsutsui | Fumiya Akizawa |
| Chiaki Kuriyama   | Sayori Hiura   |
| Toshie Negishi    | Teruko Hiura   |
| Ren Osugi         | Yasutaka Hiura |